# 仙台機場
仙台機場（日语：／ Sendai kūkō */?）是位於日本宮城縣名取市與岩沼市之間的機場，為東北地方唯一的國管理機場。目前機場委託民營，並以「仙台國際機場」（／ Sendai kokusai kūkō）作為對外使用名稱。

## 簡介
仙台机场有两条跑道，分别为09/27跑道和12/30跑道，09/27跑道为設有儀器降落系統（ILS）跑道，而12/30跑道则是僅能以目视降落。仙台机场是日本的二级机场，提供国际线和国内线两种不同的服务。在仙台机场最大的航空公司为日航以及全日空，伊别克斯航空、Air Do、星宇航空、臺灣虎航等航空公司都把仙台机场作为了飞行目的地。由于该机场靠近海面，它有着日本闻名的“海雾”。
2016年7月1日起，仙台機場由國土交通省轉交民間企業籌組的仙台國際機場公司經營，成為日本第一座由國營轉民營化的機場。

## 歷史

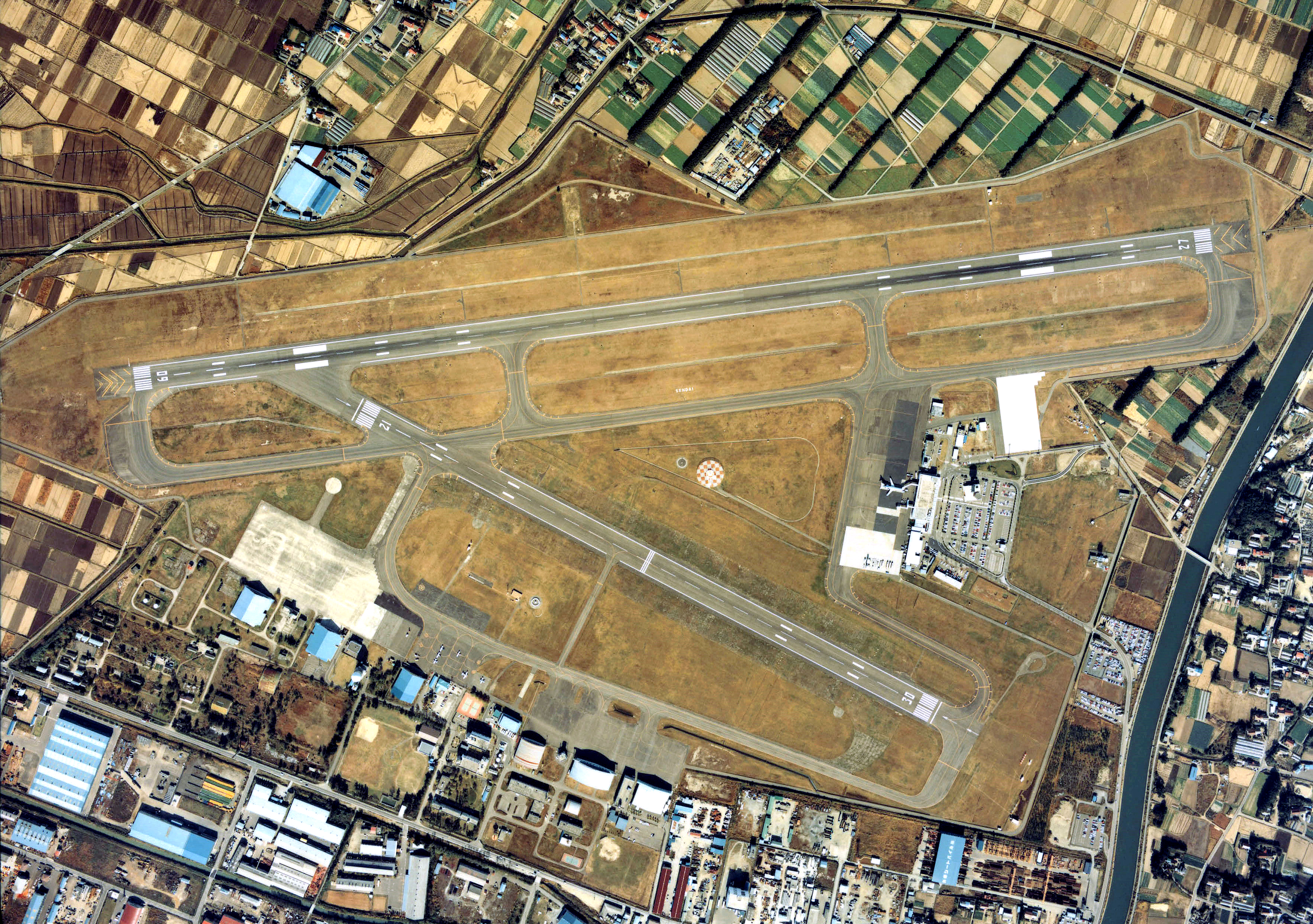
1984年國土交通省空拍圖

- 1940年 - 前日軍熊谷陸軍飛行學校増田分校教育隊練習基地開始建設。
- 1945年 - 美軍接收基地。
- 1956年 - 美軍將基地歸還日本。
- 1964年 - 設置陸上自衛隊航空學校岩沼分校。
- 1972年 - 開始使用2,000公尺的09/27跑道。航空學校遷移到陸上自衛隊北宇都宮駐屯地。
- 1990年 - 首條國際航線，至首爾金浦機場的航線開航。
- 1992年 - 09/27跑道延伸至2,500公尺。
- 1997年 - 新航運大樓開始營運。
- 1998年 - 09/27跑道延伸至3,000公尺。

- 2011年

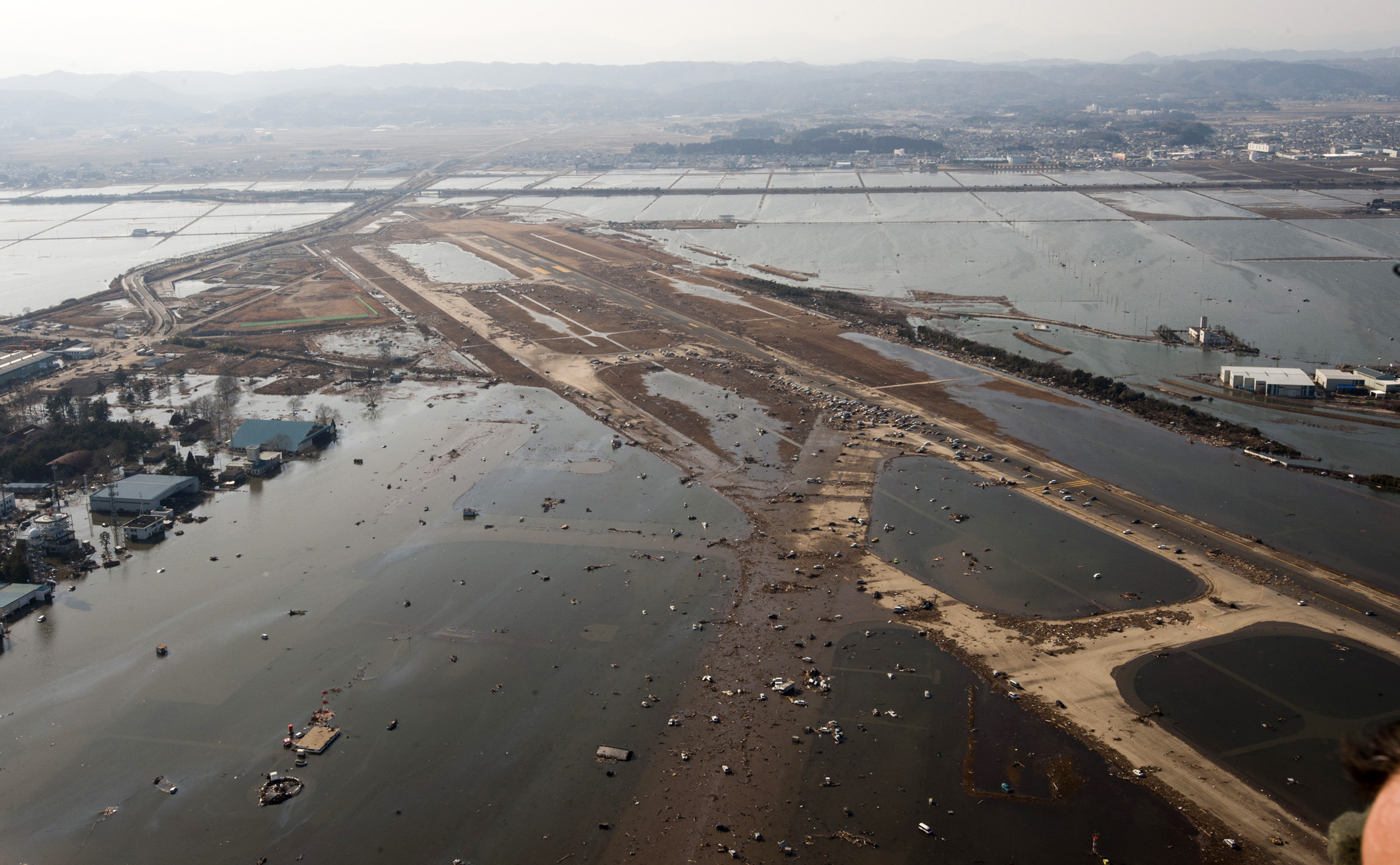
2011年災後的機場跑道及機坪

  - 3月11日 - 因東日本大震災與後續海嘯導致候機大樓、跑道、航空學校、停機坪及助導航設施嚴重毀損，場區亦嚴重浸水，機場各類運作全面停擺。
  - 災後由自衛隊與駐日美軍清出部份跑道供自衛隊及美軍救災飛機起降之用，並持續清海嘯造成的各類建物車輛殘骸。
  - 4月13日 - 開放民航機於白天有限度起降。
  - 9月25日 - 航廈修復完成，國際線陸續恢復營運。
  - 10月 - 仙台機場線恢復營運。
- 2013年11月13日 - 國土交通省公佈仙台機場民營化（日语：仙台空港民営化）基本計劃。
- 2014年4月25日 - 國土交通省公佈仙台機場民營化實施方針，同年開始徵求有意經營的業者。
- 2016年 - 機場各設施逐步移交民營，7月1日起正式由東急電鐵等多家民間企業合資成立的「仙台國際機場公司（日语：仙台国際空港）」接手，特許期30年，可再延長30年。

## 航空公司列表
使用機場的航空公司有：
- 日本航空以及其下屬航空公司日本航空快運（JEX）
- 全日空以及其下屬航空公司全日空直升機
- 日本貨物航空
- 星宇航空
- 中國國際航空
- 長榮航空
- Air Do
- 韓亞航空
- IBEX航空
- 日本佳速航空
- 臺灣虎航
- 香港快運航空
- 香港航空
- 大灣區航空

使用機場的政府及教育單位：
- 航空大學校的訓練飛機
- 日本海上自衛隊
- 日本海上保安廳
- 日本國土交通省安全局

## 航空管制
| 種類 | 電波頻率                   | 使用時間（UTC+9） |
| ---- | -------------------------- | ----------------- |
| GND  | 121.7MHz                   | 8:00～19:30       |
| TWR  | 118.7MHz,126.2MHz          | 8:00～19:30       |
| APP  | 120.4MHz,261.2MHz,362.3MHz | 8:00～19:30       |
| DEP  | 120.0MHz                   | 8:00～19:30       |
| TCA  | 121.025MHz,255.2MHz        | 8:00～21:00       |
| ATIS | 126.45MHz                  | 8:00～19:30       |

（由國土交通省東京航空局仙台機場事務所航空管制技術官負責管制。）

## 航空保安無線設施
| 局名       | 種類 | 電波頻率   | 識別訊號   | 與機場之間的距離 |
| ---------- | ---- | ---------- | ---------- | ---------------- |
| 仙台       | VOR  | SDE        | 機場内設置 |                  |
| 仙台       | DME  | 1197MHz    | SDE        | 機場内設置       |
| 仙台 R/W27 | ILS  | 111.704MHz | ISD        | 機場内設置       |

（由國土交通省東京航空局仙台機場事務所航空管制技術官負責保管。）

## 航空公司與航點

### 國內線
| 航空公司                        | 目的地                                               |
| ------------------------------- | ---------------------------------------------------- |
| 日本航空 （由J-Air營運）        | 大阪-伊丹、札幌-新千歲、福岡                         |
| 全日本空輸                      | 大阪-伊丹、沖繩                                      |
| 全日本空輸 （由全日空之翼營運） | 東京-成田、大阪-伊丹、名古屋-中部、札幌-新千歲、福岡 |
| 伊别克斯航空                    | 大阪-伊丹、名古屋-中部、札幌-新千歲、福岡、廣島      |
| 樂桃航空                        | 大阪-關西、札幌-新千歲、名古屋-中部                  |
| Air Do                          | 札幌-新千歲                                          |
| 天馬航空                        | 神戶                                                 |
| 富士夢幻航空                    | 出雲、福岡(預計2025年10月26日開航)                   |

### 國際線
| 航空公司     | 目的地          |
| ------------ | --------------- |
| 韓亞航空     | 首爾-仁川       |
| 長榮航空     | 台北-桃園       |
| 星宇航空     | 台北-桃園       |
| 台灣虎航     | 台北-桃園、高雄 |
| 大灣區航空   | 香港            |
| 香港快運航空 | 香港            |
| 中国国际航空 | 上海-浦東、大连 |

## 對外交通
- 仙台機場Access線 於2007年3月18日通車，列車直通行駛JR東北本線至仙台站。

## 參閱
- 日本機場列表
- 仙台市
- 東北地方

## 外部連結
- 仙台機場 （页面存档备份，存于）（日語）（英文）（简体中文）（繁體中文）
- 仙台機場的Facebook專頁
- 仙台機場的X（前Twitter）
- 仙台機場在Google Maps上的標示